# Nana d'Hèrcules
La Galàxia Nana d'Hèrcules, o Her, és una galàxia nana esferoidal situada en la direcció de la constel·lació d'Hèrcules i va descoberta el 2006 gràcies a les dades recollides per l'Sloan Digital Sky Survey. La galàxia és situada al voltant de 140 milions de parsec de la Terra i es mou cap a nosaltres a una velocitat d'al voltant 45 km/s. Ha estat classificada com galàxia nana esferoidal (dSph) i té una forma sensiblement allargada (relació dels eixos ~ 3:1) amb un abast efectiu d'al voltant 350 parsec encara que altres fonts donen un valor inferior d'al voltant 230 parsec. L'aspecte allargat podria ser causat per l'acció de les forces de marees exercides per la Via Làctia, que, en aquest cas, podria destruir-la progressivament. Es detecten gradients de velocitat que travessen el cos galàctic i un dèbil corrent estel·lar, apuntant en la direcció de la força de destrucció de les marees.
La galàxia nana d'Hèrcules és una de les galàxies satèl·lit de la Via Làctia més petites i dèbils. La seva lluminositat és al voltant 30.000 voltes la del Sol (magnitud aparent d'al voltant −6,6; altres fonts reporten un valor de – 5,3) que és comparable a la lluminositat d'un típic cúmul globular. De totes maneres la seva massa total és d'al voltant 7 milions de masses solars, cosa que significa que la relació massa/lluminositat és d'al voltant 330; eixe valor elevat implica que la galàxia siga dominada per la matèria fosca. En canvi resulta difícil d'estimar amb seguretat la massa de galàxies tan dèbils a causa d'una significativa interferència en perpectiva que incrementa la velocitat de dispersió. Un altre estudi va estimar la seva massa total al voltant dels 2 milions de masses solars al nivell del seu radi efectiu, que esdevindria al voltant de 4 milions de masses solars si es mesuraren a 433 parsecs del seu centre.
La població estel·lar consisteix principalment en vells estels formats fa més de 12.000 milions d'anys, i que la seva metal·licitat és molt baixa amb una relació Fe/H ≈ −2,58 ± 0,51, amb altres fonts que reporten un valor encara inferior, sembles a -2,3. Això significa que aquests estels tenen un contingut en elements pesants 400 voltes menors respecte del Sol, estant probablement entre els primers estels formats en l'Univers. Actualment no s'ha detectat cap activitat de formació estel·lar. No ha estat possible efetuar una mesura d'hidrogen neutr, estant el límit superior de 466 masses.